# The Crowd Roars (film 1932)
The Crowd Roars – amerykański dramat sportowy z 1932 roku w reżyserii Howarda Hawksa.

## Fabuła
Joe Greer, czołowy kierowca wyścigowy, wraca do domu, aby uczestniczyć w zawodach. Kiedy dowiaduje się, że jego brat Eddie również chce się ścigać, bezskutecznie próbuje go powstrzymać. Eddie jest także zaangażowany w związek z Anne, natomiast związek Joego z Lee z powodu charakteru Joego przeżywa kryzys. Tymczasem najlepszy przyjaciel Joego, Spud, ginie w jednym z wyścigów, co powoduje, że Joe jest przygnębiony i rezygnuje z wyścigów. Eddie natomiast kwalifikuje się do wyścigu Indianapolis 500, na którym pojawia się także Joe, który chce zobaczyć brata. W trakcie wyścigu prowadzący Eddie odnosi kontuzję i zostaje zmieniony przez Joego, który na ostatnim okrążeniu wyścigu wyprzedza Billy'ego Arnolda i wygrywa zawody.

## Obsada
- James Cagney – Joe Greer
- Joan Blondell – Anne Scott
- Ann Dvorak – Lee Merrick
- Eric Linden – Eddie Greer
- Guy Kibbee – Pop Greer
- Frank McHugh – Spud Connors
- Billy Arnold – on sam
- Leo Nomis – Jim
- Fred Frame – on sam
- Ralph Hepburn – on sam
- Wilbur Shaw – on sam
- Shorty Cantlon – on sam
- Mel Keneally – on sam
- Stubby Stubblefield – on sam